# Marcia su Tskhinvali
La marcia su Tskhinvali è una manifestazione organizzata da Zviad Gamsakhurdia quando, il 23 novembre 1989, sono giunte a Tskhinvali alcune migliaia di georgiani (da 20.000 a 40.000, a seconda delle fonti). Secondo gli organizzatori della marcia, il loro scopo era quello di tenere un comizio.
All'ingresso in città, le colonne sono state fermate dagli abitanti di Tskhinvali. In risposta, gli occupanti hanno bloccato le vie di accesso disponendosi nei dintorni della città. Secondo la parte osseta, in tre mesi di assedio sono state uccise alcune persone e centinaia sono state gravemente ferite.
Secondo quanto scrive Sergej Markedonov, in precedenza, durante un comizio a Eredvi, Gamsakhurdia aveva detto: «Presto andrò a Tskhinvali con diecimila dei miei falchi e vedremo come li accoglierà la popolazione. Noi gli storceremo il collo, tanto più che non sarà dura imbrigliare nemici tanto fiacchi come gli Osseti. Mezza Georgia starà con noi, e lì si vedrà chi vincerà e chi perderà più sangue».
Dopo il fallimento della marcia, Gamsakhurdia ha affermato che la manifestazione aveva lo scopo di intimidire gli Osseti: «Sì, l'ho organizzata io questa marcia. Volevamo convincere gli Osseti a rassegnarsi. Si sono spaventati e ciò è assolutamente logico, perché sono dei delinquenti… Sono dei selvaggi ignoranti. Della gente valorosa può facilmente comandarli.».
Nel settembre 2007 la Georgia aveva intenzione di organizzare un'altra «marcia della pace» su Tskhinvali, suscitando le proteste del Ministro degli Affari Esteri russo e della parte osseta.